# شتاینفلد (مکلنبورگ-فورپومرن)
شتاینفلد (به آلمانی: Steinfeld) یک منطقهٔ مسکونی در آلمان است که در برودرشتورف واقع شده‌است. شتاینفلد ۵۵۷ نفر جمعیت دارد.